# Orchomenella norvegica
Orchomenella norvegica är en kräftdjursart. Orchomenella norvegica ingår i släktet Orchomenella och familjen Lysianassidae. Inga underarter finns listade i Catalogue of Life.